# Maroko na Letnich Igrzyskach Olimpijskich 2000
Maroko na Letnich Igrzyskach Olimpijskich 2000 reprezentowało 55 zawodników, 46 mężczyzn i 9 kobiet.

## Zdobyte medale
| Medal  | Zawodnik           | Dyscyplina    | Konkurencja                            |
| ------ | ------------------ | ------------- | -------------------------------------- |
| Srebro | Hicham El Guerrouj | Lekkoatletyka | Bieg na 1500 m mężczyzn                |
| Brąz   | Brahim Lahlafi     | Lekkoatletyka | Bieg na 5000 m mężczyzn                |
| Brąz   | Ali Ezzine         | Lekkoatletyka | Bieg na 3000 m z przeszkodami mężczyzn |
| Brąz   | Nezha Bidouane     | Lekkoatletyka | Bieg na 400 m przez płotki kobiet      |
| Brąz   | Tahar Tamsamani    | Boks          | Waga piórkowa (do 57 kg)               |